# Paraliparis copei
Paraliparis copei är en fiskart som beskrevs av Goode och Bean, 1896. Paraliparis copei ingår i släktet Paraliparis och familjen Liparidae. IUCN kategoriserar arten globalt som otillräckligt studerad.

## Underarter
Arten delas in i följande underarter:
- P. c. gibbericeps
- P. c. kerguelensis
- P. c. wilsoni
- P. c. copei